# ジラフポット
ジラフポットは、2009年9月に結成された日本の3人組ロックバンドである。

## 概要
- メンバーは共に大阪スクールオブミュージック専門学校の卒業生ではあるが、在校中の結成ではない[1]。
- 2009年9月大阪府大阪市にて、中野大輔、原田直樹を中心に結成。2011年にベースの関浩佑が加入し、現在のラインナップとなる[2]。
- 作詞・作曲は中野大輔（Vo.）が担当[2]。
- バンド名は「あまり意味を含まないバンド名にしたい」「動物の名前を入れたい」「絶対カタカナにしたい」などのメンバー内の意見から一度“ジラフポッド”と名付けられたが「濁点で終わるとなんかカッコ付けて聞こえるし、初見の人が言いやすいな」とひねくれた中野が濁点を排除し“ジラフポット”となった[3]。

## メンバー
中野 大輔（なかの だいすけ）
- ボーカル・ギター、作詞・作曲を担当。愛媛県出身[4]。
- 上述の専門学校にて音楽を学ぶまで一切音楽には携わっておらず、入学した当初は音響または照明でのプロを目指していた[1]。
- 母親の影響で幼少期の頃からQUEENを聴いており、コーラスやオーバー・ダビングの面でかなり影響を受けている[3]。

関 浩佑（せき こうすけ）
- ベース・コーラス担当。兵庫県姫路市出身[4]。
- 9代目のベーシスト[1]。
- 音楽に全く興味のなかった中学生時代に友人の勧めでJanne Da Arcを聴き、ギターを弾いてみたいと思うようになる。現在はベーシストだが、音楽性などに影響を受けている[3]。

原田 直樹（はらだ なおき）
- ドラムス・コーラス担当。香川県出身[4]。
- 2019年11月8日 東京・渋谷TSUTAYA O-Crestにて開催される【ジラフポット 10th Anniversary イベント「Awesome Zoo!!」東京編】をもって活動休止することを発表した[5]。

## 来歴

### 2011年
- 中野大輔、原田直樹の2人に関浩佑が加わり、スリーピースバンドとして本格的に活動を開始した。

### 2012年
- 大阪での盟友KANA-BOON、コンテンポラリーな生活、オトワラシにジラフポットを加えた4バンドでの合同企画「ゆとり」を開催する。このイベントは2013年3月のファイナルまでに全5公演をおこない、全てソールドアウトと大成功を収めた[6]。

### 2014年
- バンド初となる全国流通盤『Hydro human』をリリース。

### 2015年
- 全国ツアー”Head Held High Tour”を開催。ツアー終盤の移動中、交通事故に巻き込まれ中野大輔が右鎖骨を骨折。怪我に伴い数か月間ライブ活動を休止[7]。

### 2019年
- LONEとのスプリット盤「Black’s ONE」を1月9日にリリース。収録曲の「Back Stab」が「千原ジュニアの座王」3月度エンディングテーマに起用された[6]。

## ミュージックビデオ
- 「I don't know don't I」/1st Mini Album 『Hydro human』収録
- 「HECTOR-G」/1st Mini Album 『Hydro human』収録
- 「Black designer」/1st EP『Last Man Standing』収録
- 「スターチャイルド」/1st EP『Last Man Standing』収録
- 「Beautiful Nonsense」/2nd Mini Album 『Breathe and breathe again』収録
- 「ブライターロックは風に乗って」/2nd Mini Album 『Breathe and breathe again』収録
- 「Ever diver」/3rd Mini Album 『The Quiet Cube』収録
- 「R.I.P.」/4th Mini Album 『Twelve Typewrite』収録
- 「John Doe」/1st single 『John doe』収録